# HP App Catalog
El catálogo de aplicaciones de HP HP App Catalog fue una tienda en línea de aplicaciones para dispositivos móviles de Palm, Inc. con el sistema operativo webOS (no Palm OS). Antes de la adquisición de Palm, Inc. por parte de Hewlett-Packard la aplicación se denominaba Palm App Catalog.
El catálogo era similar a App Store de Apple para iOS,  Android Market de Google para Android y Ovi Store de  Nokia para dispositivos Nokia. En el lanzamiento del Palm Pre, el catálogo disponía de 18 aplicaciones.
A finales de 2014 HP anunció con un letrero en el sitio su cierre definitivo

## Hitos
| Fecha                    | Aplicaciones disponibles      | Descargas acumuladas    |
| ------------------------ | ----------------------------- | ----------------------- |
| 6 de junio de 2009       | 18                            | Lanzamiento             |
| 17 de junio de 2009      | 30                            |                         |
| 27 de junio de 2009      | 30                            | 1 millón                |
| 13 de julio de 2009      | 30 oficiales, 31 no oficiales |                         |
| 16 de julio de 2009      | 30 oficiales                  | 1,8 millones            |
| 29 de julio de 2009      | 32 oficiales                  |                         |
| 25 de agosto de 2009     | 41 oficiales                  |                         |
| 7 de noviembre de 2009   | 356 oficiales                 |                         |
| 28 de diciembre de 2009  | ?                             | Etiqueta beta eliminada |
| 1 de enero de 2010       | 1000 oficiales                |                         |
| 27 de julio de 2010      | 3000 oficiales                |                         |
| 29 de septiembre de 2010 | 4000 oficiales                |                         |
| 15 de enero de 2015      | Cierre del sitio              |                         |